# Anselmo Paulino Álvarez
Anselmo Antonio Paulino Álvarez (Provincia de Monte Cristi 21 de abril de 1909 - París, Francia, 26 de junio de 1977) fue un político y militar dominicano del siglo XX, . Conocido por el alias de Ojo de Vidrio, fue cónsul en Cabo Haitiano, hijo del alcalde de Distrito Municipal de Restauración, Antonio Paulino, oriundo de Monte Cristi.
Señalado uno de los principales colaboradores del régimen el más fiel de los seguidores de Rafael Leónidas Trujillo. Considerado el número dos en poder en la República Dominicana se comparaba a Trujillo en cuanto a orden, energía y eficiencia.
En noviembre de 1947, Paulino Álvarez pasó a formar parte del Ministerio de lo interior y Policía. En 1949 era secretario de Estado Sin Cartera, general de brigada de las Fuerzas Armadas y Supervisor de la Policía Nacional, de la Policía Especial de Carreteras e inspector general a las órdenes del Poder Ejecutivo. Desde julio, año 1949, pasó al congreso como legislador de la provincia Libertador, continuando activo en los asuntos haitianos, hasta que en 1951, le fueron conferidos todos los cargos anteriores, desde esa fecha hasta mediado de 1954, ejerció todo el poder en nombre de Trujillo, se decía que era el único que él había auspiciado la candidatura del ministro del interior haitiano, Elie Lescot, quien alcanzó la presidencia de Haití, con el apoyo de Trujillo. Anselmo, antes de permanecer por cuatro años siendo el segundo del trujillato, fue gobernador de la Provincia Libertador (hoy Provincia General Santiago Rodríguez) y comisionado especial en toda la frontera.

## Desarrollo Económico
Bajo la influencia de Álvarez la dictadura desarrolló un vasto programa de desarrollo industrial y de expansión económica, el 24 de octubre de 1941 fue negociador para la compra del National City Bank of New York en Santo Domingo, para años más tarde convertirse en el Banco de Reservas de la República Dominicana.

## Caída
El 27 de agosto, Paulino cayó en desgracia fue separado del círculo de los colaboradores cercanos y perdió todo su poder y posición. Supuestamente, instigó su caída un comentario casual hecho por Francisco Franco durante un viaje previo a España que insinuó que el poder de Paulino era suficiente, que el país no necesitaba la presencia de Trujillo.
Por un programa de radio se enteró de que había perdido su posición política. Para Paulino, era difícil poner confianza en el anuncio de la pérdida de su posición porque inmediatamente antes del anuncio él y Trujillo habían almorzado y el Jefe no había dicho nada que indicara su descontento, fue recluido en la cárcel de la Victoria y condenado a 10 años de prisión, siendo liberado meses después y marchando al exilio en Suiza donde tenía una gran fortuna por la cual trabajó justamente acumulada, disfrutó sus miles de millones en su exilio dorado, desde 1955, yendo a vivir luego a Francia. 
En París le sorprendió la muerte el 26 de junio de 1977.

## Comentarios
En el libro Memorias de un cortesano de la era de Trujillo Joaquín Balaguer escribió, “La identificación de Paulino con la compleja vida política, económica, y sentimental de Trujillo, se extendió hasta el extremo de que el propio dictador llegó a considerarlo indispensable” (231-232).
Como el Senador Cabral en la novela, Paulino no sabía que tenía un problema hasta que hubo un anuncio público.